# Chase Williamson
Chase Williamson (Coral Springs, julho de 1988) é um ator e produtor cinematográfico norte-americano.

## Vida e carreira

### Primeiros anos
Williamson nasceu em Coral Springs, Flórida, em 1988. Quando criança, mudou-se para San Diego e posteriormente para Southlake, Texas. Enquanto frequentava o ensino médio, participava frequentemente de "torneios de fala", uma espécie de competição de atuação nos quais realizava breves encenações dramáticas e humorísticas. Essas experiências despertaram seu interesse pelas artes cênicas e o motivaram a seguir carreira como ator. Por ter atuado em produções teatrais durante boa parte de sua vida, ele frequentou a escola de teatro da Universidade do Sul da Califórnia, com a intenção de tornar-se ator de teatro profissional.

### Carreira
Um dos testes de elenco iniciais de Williamson nas primeiras semanas após graduar-se na universidade foi para o papel de David, o personagem principal de John Dies at the End, um trabalho que ele conseguiu; foi seu primeiro filme profissional. Esse longa-metragem de comédia de terror, co-estrelado por Rob Mayes, Clancy Brown e Paul Giamatti, estreou no Festival Sundance de Cinema em 2012. Mais tarde naquele ano, Williamson interpretou Moritz em Spring Awakening, um musical de palco. Seu desempenho foi bem recebido pelos críticos especializados, com alguns considerando-o um dos destaques do espetáculo.
Em 2013, Williamson desempenhou o papel-título em Sparks, um filme noir de super-herói baseado na história em quadrinhos homônima. Nesse filme, ele trabalhou novamente com Brown e contracenou com Ashley Bell, William Katt e Clint Howard. Após estrear em 2013 no Festival de Cinema Cinequest, o filme foi lançado digitalmente e direto para DVD em 18 de março de 2014. Nesse mesmo ano, o ator se juntou ao elenco da segunda temporada da websérie Video Game High School, no papel do antagonista Shane Pizza. Chase também atuou em The Guest, junto com Dan Stevens; esse longa estreou no Festival Sundance de Cinema em 2014.

## Filmografia

### Cinema
| Ano  | Título                          | Papel             | Notas                              | Ref.   |
| ---- | ------------------------------- | ----------------- | ---------------------------------- | ------ |
| 2010 | Mall Madness                    |                   | Produtor                           | [ 15 ] |
| 2012 | John Dies at the End            | Dave              |                                    | [ 16 ] |
| 2013 | Sparks                          | Ian Sparks        | Produtor associado                 | [ 17 ] |
| 2013 | The Barista                     | Daniel            | Curta-metragem                     | [ 18 ] |
| 2013 | Sex Boss                        | Chase             | Curta-metragem                     | [ 19 ] |
| 2014 | The Guest                       | Zeke              |                                    | [ 3 ]  |
| 2015 | Surf Noir                       | San Crab          | Curta-metragem                     | [ 19 ] |
| 2015 | Lace Crater                     | Ryan              |                                    | [ 16 ] |
| 2016 | Don't Do It!                    | Ben               | Curta-metragem                     | [ 19 ] |
| 2016 | Ghosting                        | Dwayne            | Curta-metragem                     | [ 20 ] |
| 2016 | Beyond the Gates                | John              |                                    | [ 3 ]  |
| 2016 | SiREN                           | Jonah             |                                    | [ 16 ] |
| 2016 | The Moneychangers               | Shylock           | Documentário                       | [ 21 ] |
| 2017 | Whiskey Fist                    | Justin            |                                    | [ 3 ]  |
| 2017 | Dead Night                      | Bernie            |                                    | [ 19 ] |
| 2017 | Sequence Break                  | Oz                |                                    | [ 3 ]  |
| 2017 | Camera Obscura                  | Detetive Ford     |                                    | [ 16 ] |
| 2017 | Cabaret of the Dead             | Jake              | Título alternativo: Fetish Factory | [ 3 ]  |
| 2017 | Bad Match                       | Robby             |                                    | [ 16 ] |
| 2017 | Victor Crowley                  | Alex              |                                    | [ 3 ]  |
| 2018 | All the Creatures Were Stirring | Ty                |                                    | [ 19 ] |
| 2019 | Artik                           | Holton Shudcase   |                                    | [ 3 ]  |
| 2019 | Scare Package                   | Pete              | Segmento: "Horror Hypothesis"      | [ 17 ] |
| 2019 | Greenlight                      | Jack              |                                    | [ 3 ]  |
| 2020 | I Blame Society                 | Chase             | Roteirista e produtor associado    | [ 22 ] |
| 2021 | 86'd                            | Chase             | Curta-metragem                     | [ 19 ] |
| 2021 | The Right Mom                   | Thomas Mingo      |                                    | [ 3 ]  |
| 2021 | Lucky                           | Charlie, o médico |                                    | [ 17 ] |

### Televisão
| Ano     | Título          | Papel         | Notas                | Ref.   |
| ------- | --------------- | ------------- | -------------------- | ------ |
| 2012    | Never Fade Away | Ethan Wells   | Episódio: "Remember" | [ 23 ] |
| 2016-19 | I Ship It       | Chris         | Recorrente           | [ 24 ] |
| 2017    | Dimension 404   | Soldado Adams | Episódio: "Bob"      | [ 25 ] |

### Webséries
| Ano     | Título                 | Papel          | Notas                                 | Ref.   |
| ------- | ---------------------- | -------------- | ------------------------------------- | ------ |
| 2013-14 | Video Game High School | Shane Pizza    | Recorrente                            | [ 13 ] |
| 2014    | Complete Works         | Oliver Belrose | Recorrente                            | [ 16 ] |
| 2015    | #Cybriety              | Bradley        | Episódio: "Ally Has No Phone Numbers" | [ 26 ] |
| 2015    | RocketJump: The Show   | Vários         | Produção exclusiva do Hulu            | [ 16 ] |

### Outros trabalhos
| Ano  | Título          | Papel               | Notas                        | Ref.   |
| ---- | --------------- | ------------------- | ---------------------------- | ------ |
| 2015 | Slumlord Rising | Corredor informante | Vídeo musical de Neon Indian | [ 27 ] |
| 2018 | Video Palace    | Mark Cambria        | Podcast roteirizado          | [ 28 ] |

## Obra citada
- Horvat, Gillian Wallace (2020). «Cranked Up Presents I Blame Society» (PDF) (em inglês). Austrália: Luna Palace Cinemas. 11 páginas. Consultado em 24 de outubro de 2021. Cópia arquivada (PDF) em 24 de outubro de 2021